# ریچارد هارتلی
ریچارد هارتلی (انگلیسی: Richard Hartley؛ زادهٔ ۲۸ ژوئیهٔ ۱۹۴۴) یک آهنگساز اهل بریتانیا است. 
وی آهنگساز فیلم‌هایی همچون زندگی و مرگ پیتر سلرز، بازی خدا و دن کیشوت بوده است.